# Stetten (Bodenseekreis)
Stetten – gmina w Niemczech, w kraju związkowym Badenia-Wirtembergia, w rejencji Tybinga, w regionie Bodensee-Oberschwaben, w powiecie Bodenseekreis, wchodzi w skład związku gmin Gemeindeverwaltungsverband Meersburg.